# Gosford Challenger 2002
Il Gosford Challenger 2002 è stato un torneo di tennis facente parte della categoria ATP Challenger Series nell'ambito dell'ATP Challenger Series 2002. Il torneo si è giocato a Gosford in Australia dall'11 al 17 marzo 2002 su campi in cemento.

## Vincitori

### Singolare
Louis Vosloo ha battuto in finale  Ladislav Švarc con il punteggio di 3–6, 7–6(11), 6–3

### Doppio
Yves Allegro /  Justin Bower hanno battuto in finale  John Doran /  Andrew Painter con il punteggio di 7–6(7), 3–6, 7–6(5)